# Франц Зелте
Франц Зелте (на немски: Franz Seldte) е държавник в Нацистка Германия, райхсминистър на труда (30 януари 1933 – 23 май 1945), обергрупенфюрер от СС/СА (1933), райхскомисар на Службата за трудова повинност и пруски държавен съветник.

## Биография

### Ранни години
Франц Зелте е роден на 29 юни 1882 г. в Магдебург, провинция Саксония-Анхалт, Германска империя, в семейството на собственик на фабрика за минерална вода. След като завършва средно образование в града следва химия в Брауншвайг. През 1906 г. служи като доброволец за една година в Магдебургския 66-и пехотен полк. От 1908 г. работи във фабриката на баща си.

### Първа световна война
През Първата световна война, по време на служба в 66-и пехотен полк като капитан, той губи лявата си ръка. Награден е с орден Железен кръст (II и I степен). В началото Зелте е на германо-френския фронт, а след това е прехвърлен в отдел пропаганда на върховното командване. В края на войната възглавява киноподразделението на Тиролския фронт.

### Междувоенен период
На 25 декември 1918 г. заедно с полковник Теодор Дюстерберг, бивш офицер от генералния щаб, Зелте основава организацията на ветераните от войната „Стоманен шлем“ (на немски: Stahlhelm). Сам Зелте заявява, че тя е създадена, за да си служи с „духа на фронтовака“ срещу „противната революция“. Повечето от членовете на организацията са с националистически и монархически схващания. „Стоманен шлем“ се ползва с голяма популярност през 20-те години на XX век в Германия. Зелте е срещу Версайския мир и репарациите, изисквани от съюзниците. „Стоманен шлем“ заедно с NSDAP и „Германската национална народна партия“ (на немски: Deutschnationale Volkspartei – DNVP) през 1929/30 г. организира искане за плебисцит срещу „плана Юнг“ (на немски: Volksbegehren gegen den Young-Plan). Растящото съперничество между „Стоманен шлем“ и нацистките щурмови отряди през 1930 г. довежда до среща между Хитлер, Зелте и Дюстерберг. Хитлер заявява, че веднага щом вземе властта нацията ще се въоръжи, а всеки противник ще бъде елиминиран. До съгласие не се достига.
На 11 октомври 1931 г. Зелте представя „Стоманен шлем“ на Харцбургския фронт (конференция на десни групировки, провалила се защото Хитлер отказва да дели властта с други). През същата година Зелте публикува спомените си от войната, озаглавени „Продължителен огън“ (на немски: Dauerfeuer). Зелте става член на просъществувалия за кратко коалиционен кабинет на фон Папен като райхсминистър на труда през 1932 г. На следващата година, когато Хитлер идва на власт, той назначава Зелте на същия пост. През периода 1933 – 1934 г. Зелте е също райхскомисар на Служба за трудова повинност (на немски: Reichsarbeitsdienst – RAD) и пруски държавен съветник. През 1933 г. е избран за депутат в райхстага, а от декември същата година член на Съвета на старейшините. От 26 февруари 1933 г. е обергрупенфюрер в СС, а от август същата година и в СА. През 1934 г. влиза в състава на Пруския държавен съвет, назначен от Гьоринг за райхсминистър на труда. Специално задължение на Зелте е да следи за съгласуването на Прусия с Третия райх. На 17 февруари 1934 г. „Стоманен шлем“ влиза в състава на „подразделенията на NSDAP“ и получава името Националсоциалистическа лига на бившите военнослужещи (NSDFB), начело на която остава Зелте. През 1935 г. Хитлер отхвърля молбата му за оставка.

### Втора световна война
Зелте остава райхсминистър на труда до самия край на Третия райх, включително и в кабинета на Карл Дьониц. В кабинета на Хитлер обаче има малко влияние, особено след започването на войната.

### Пленяване и смърт
Арестуван е от американски войски на 23 май 1945 г. Подведен е под отговорност на трибунала в Нюрнберг, но умира в американска болница във Фюрт, провинция Бавария, Германия на 1 април 1947 г. по време на подготовката на процеса.